# Ллойд, Хэмфри
Хэмфри Ллойд (1800—1881) — британский ирландский физик. Состоял членом Королевской Ирландской Академии, в 1846—1851 годах был её президентом.
Сын учёного Бартоломью Ллойда. Начальное образование получил в школе Уайта, в 1815 году поступил в Тринити Колледж; в 1818 году получил стипендию, в 1819 году стал бакалавром, в 1827 году — магистром. С 1824 года был младшим научным сотрудником Тринити Колледжа. В 1840 году получил также степень доктора богословия. Параллельно с 1831 года был смитсовским профессором физики и экспериментальной философии, сменив на этой должности своего отца, с 1838 года состоял директором магнитной обсерватории в Дублинском Тринити Колледже. 
В 1843 году стал старшим научным сотрудником Тринити Колледжа, оставив при этом кафедру философии. В 1862 году стал вице-ректором, а в 1867 году — ректором Дублинского университета. Был также президентом Королевской ирландской академии и Британской ассоциации (с 1857 года), членом Лондонского и Эдинбургского королевских обществ, а также принимал активное участие в Генеральном Синоде Ирландской церкви после его образования и пересмотру молитвенных книг. 
Основные работы Хэмфри были посвящены оптике, механике, земному магнетизму. В 1832 году он открыл явление конической рефракции, которое предсказано ещё У. Гамильтоном. В 1837 году он изложил метод получения интерференционной картины от единственного зеркала, обосновав получение оптической интерференции путём интерферирования прямого и отражённого света от зеркала.